# 和雲宮
和雲宮位於臺灣嘉義縣水上鄉寬士村，是主祀媽祖（天上聖母）的廟宇。該廟前身是福德公祠（土地公廟），在《嘉義縣志》中記為「福德爺（和雲宮）」。

## 沿革
該廟的由來據傳是在清朝乾隆十一年（1746年） 時, 來自福建泉州平和縣黃姓宗族遷至諸羅山崎仔頭後，用福杉簡單搭建了福德公祠。而後乾隆十六年（1751年）時，某黃姓人士帶來了在福建泉州平和縣製作而成的媽祖（天上聖母）金身供奉，主神在此之後從福德正神換成媽祖。
二次大戰後，該廟在民國（1984年）由信徒大會推選重建委員會進行重建，後於民國77年（1988年）竣工。

## 祀神
和雲宮除供奉媽祖外，還供奉有福德正神、註生娘娘、觀音佛祖、關聖帝君、王母娘娘、九天蓮女等神明。

## 宗教活動
和雲宮主要的慶典日是每年農曆三月廿三（媽祖聖誕）。廟方委員會於該日前夕擲筊請示繞境的日期，不一定是在農曆三月廿三當天遶境。
繞境範圍約為古稱崎仔頭的地區，包括今寬士村、柳林村及內溪村。